# James Stewart
James Maitland Stewart (20 tháng 5 năm 1908 – 2 tháng 7 năm 1997), thường được biết đến với tên Jimmy Stewart, là một nam diễn viên điện ảnh, sân khấu người Mỹ, là một minh tinh vĩ đại của điện ảnh Hoa Kỳ, nổi tiếng với đức tính khiêm tốn. Trong sự nghiệp hoạt động nghệ thuật của mình, ông thường đóng vai chính trong những bộ phim kinh điển và 5 lần được đề cử Oscar và 1 lần giành giải, cho The Philadelphia Story. Ông cũng được viện phim Mỹ trao tặng giải Thành tựu trọn đời. Stewart cũng có một cuộc đời binh nghiệp hiển hách, được thăng đến cấp thiếu tướng trong Không quân Hoa Kỳ.
Suốt 7 thập kỷ ở Hollywood, Stewart đã tạo dựng một sự nghiệp phong phú với những vai diễn đáng chú ý trong nhiều bộ phim kinh điển như Mr. Smith Goes to Washington, The Philadelphia Story, Harvey, It's a Wonderful Life, Rear Window, Rope và Vertigo. Ông cũng một trong những ngôi sao dẫn đầu trong 100 phim hay nhất và top 10 phim hay nhất thuộc 10 thể loại trong lịch sử điện ảnh Mỹ, ngoài ra ông còn sở hữu hai giải Oscar cho hạng mục Nam Chính Xuất Sắc Nhất và hạng mục Oscar Danh Dự . Năm 2007, 10 bộ phim của ông được Viện lưu trữ phim quốc gia Mỹ chọn để bảo tồn.

Stewart đã dành nhiều phần thưởng cao quý trong điện ảnh và được trao tặng giải Thành tựu trọn đời của tất cả các tổ chức điện ảnh danh tiếng. Ông mất năm 1997, để lại một di sản đồ sộ, và được coi như một trong những diễn viên có đạo đức mẫu mực trong thế hệ vàng Hollywood. Ông được Viện phim Mỹ xếp thứ 3 trong số những huyền thoại màn bạc vĩ đại nhất mọi thời đại.

## Thời niên thiếu và khởi điểm

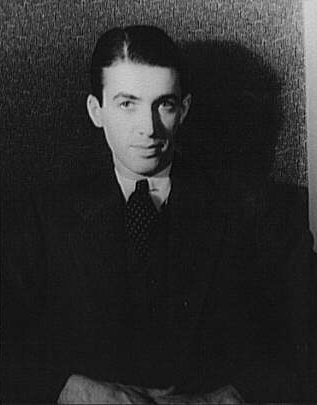
James Stewart năm 1934

James Maitland Stewart sinh ngày 20 tháng 5 năm 1908 tại Indiana, Pennsylvania, là con trai của Elizabeth Jackson Ruth và Alexander Maitland Stewart, chủ một cửa hàng đồ ngũ kim, vốn là người gốc Scotland. Tổ tiên bên ngoại, họ Jackson đã tham gia Cách mạng Mỹ, Chiến tranh Mehico 1912 và nội chiến. Là con cả trong ba anh em (hai em gái là Virginia và Mary), ông rất được kì vọng sẽ nối nghiệp kinh doanh truyền thống đã ba thế hệ của gia đình.
Stewart nhập học tại học viện Mercersburg. Tại đây, ông tỏ ra có năng khiếu đặc biệt trong nhiều lĩnh vực như âm nhạc, bóng đá, điền kinh. Ông cũng phụ trách mĩ thuật cho tờ báo hàng năm của trường và là thành viên của dàn hợp xướng. Cũng tại Mercersburg, lần đầu tiên James đứng trên sân khấu, vai Buquet trong vở The Wolves.
Stewart nuôi ước mơ trở thành phi công, nhưng bị cha cấm đoán nên thay vì Học viện Hải quân Hoa Kỳ, ông vào học tại Đại học Princeton, ngành kiến trúc. Tại đây, ông là một sinh viên xuất sắc và thường được trao học bổng.
Năm 1931, ông gặp đôi vợ chồng mới cưới Henry Fonda và Macgaret Sullavan tại Baltimore, Maryland. Cả hai đều là thành viên đoàn kịch University Players mới thành lập ở Massachusetts và đang diễn ở Maryland một mùa đông. Sau khi tốt nghiệp Princeton năm 1932, Stewart gia nhập đoàn kịch. Cuộc hôn nhân giữa Fonda và Sullavan cũng chấm dứt. Stewart và Fonda trở thành đôi bạn vô cùng thân thiết, suốt mùa hè năm 1932, họ ở chung một căn hộ, với cả Joshua Logan và Myron McCormick. Sau đó, cả hai tới New York và cũng lại ở cùng nhau. Cùng với đoàn University Players, Stewart ra mắt tại Broadway với vai một tài xế trong vở hài kịch Goodbye Again và chỉ có vẻn vẹn hai câu thoại. The New Yorker nhận xét "Anh tài xế James Stewart... bước lên trong vòng 3 phút và đi xuống trong những tràng pháo tay vang dội."
Vở kịch khá thành công, nhưng khi này các rạp ở Broadway cũng bị ảnh hưởng bởi khủng hoảng kinh tế và nhiều vở kịch bị cắt giảm. Đóng kịch tại Broadway một thời gian nữa, năm 1934, ông tới Hollywood và ký hợp đồng với MGM vào tháng 4 năm 1935. Ông đóng một vai phụ trong bộ phim đầu tay The murder Man, diễn viên chính Spencer Tracy. Nhờ sự giúp đỡ của Margaret Sullavan, năm 1936, Stewart sang Universal Pictures để đóng vai chính đầu tiên trong Next Time We Love, đạo diễn Christopher Tyler. Năm 1936, trở lại MGM, ông xuất hiện trong một số phim hài như Wife vs. Secretary, Small Town Girl, Speed và Born to Dance. Diễn xuất của Stewart trong Born to Dance được đánh giá khá cao vì phong cách độc đáo và vẻ quyến rũ trẻ trung. Leland Hayward, người chồng tương lai của Margaret Sullavan, nhận làm quản lý cho ông. Hayward bắt đầu lập kế hoạch phát triển sự nghiệp của Stewart.

## Trước chiến tranh

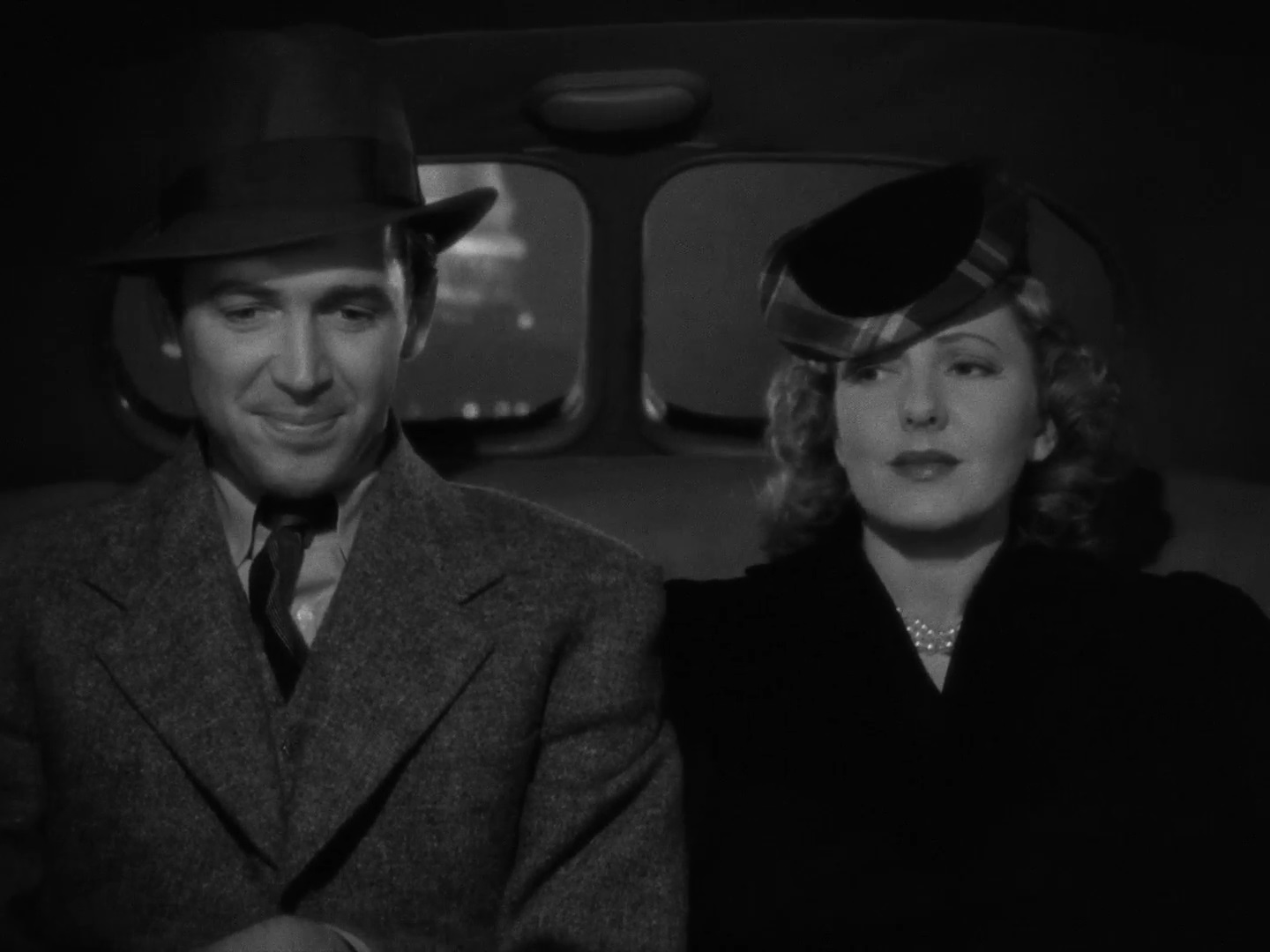
James Stewart và Jean Arthur trong Mr. Smith Goes to Washington.

Năm 1938, Stewart có một mối tình lãng mạn và cuồng nhiệt nhưng ngắn ngủi với bà hoàng Norma Shearer, vợ của Irving Thalberg, giám đốc sản xuất của MGM đã qua đời hai năm trước. Stewart bắt đầu cộng tác với đạo diễn Frank Capra năm 1938, khi ông sang Columbia Pictures để đóng vai chính trong You Can't Take It With You. Frank Capra đã rất ấn tượng với Stewart trong một vai phụ của Navy Blue and Gold (1937). Vị đạo diễn tài ba này đang cần tìm kiếm một diễn viên có phong cách đặc biệt. Chỉ có Stewart được như mong đợi của ông, nhưng Capra cũng thấy rằng ông thực sự có bản ngã của riêng mình và ít khi phụ thuộc vào đạo diễn. Sau đó Capra nhận xét: "Tôi nghĩ anh ấy là diễn viên tuyệt vời nhất đã xuất hiện trên màn bạc."

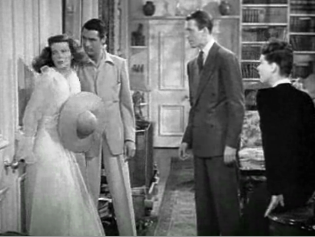
một cảnh trong The Philadelphia Story (1940)

Bộ phim thời khủng hoảng, You Can't Take It With You, nữ chính Jean Arthur, đã giành giải Oscar cho phim hay nhất. Sau đó Stewart lại tái hợp với Capra và Arthur trong bộ phim hài chính trị Mr. Smith Goes to Washington. Sau khi phát hành, bộ phim rất được khen ngợi và đạt được mức doanh thu khổng lồ. Ngài Smith cũng mang về cho ông đề cử Oscar nam chính đầu tiên. Mặc dù sự nghiệp của ông đã bắt đầu khởi sắc rực rỡ nhưng bố mẹ ông vẫn khăng khăng bắt ông rời Hollywood cùng cuộc sống phồn hoa giả tạo để sống một cuộc đời đứng đắn. Thay vì thế, ông lại bí mật tới Châu Âu để nghỉ ngơi và trở về bởi sự kiện Đức tấn công Ba Lan (1939).
Năm 1940, Stewart và Margaret Sullavan cùng xuất hiện trong hai bộ phim. Bộ thứ nhất, The Shop Around the Corner được hoàn thành chỉ trong 27 ngày. Còn The Mortal Storm, đạo diễn Frank Borzage, là bộ phim chống phát xít đầu tiên xuất hiện tại Hollywood.
Cũng năm 1940, sau lần vuột mất năm trước, cuối cùng Stewart cũng đoạt tượng vàng Oscar với vai chàng nhà báo Macaulay Connor trong The Philadelphia Story của George Cukor, đóng cùng Katharine Hepburn và Cary Grant. Trước khi tham gia quân đội, ông xuất hiện trong một loạt phim hài trong hợp đồng với MGM như No Time for Comedy (1940), Ziegfeld Girl (1941) (bên cạnh Judy Garland).

## Tham gia Quân đội

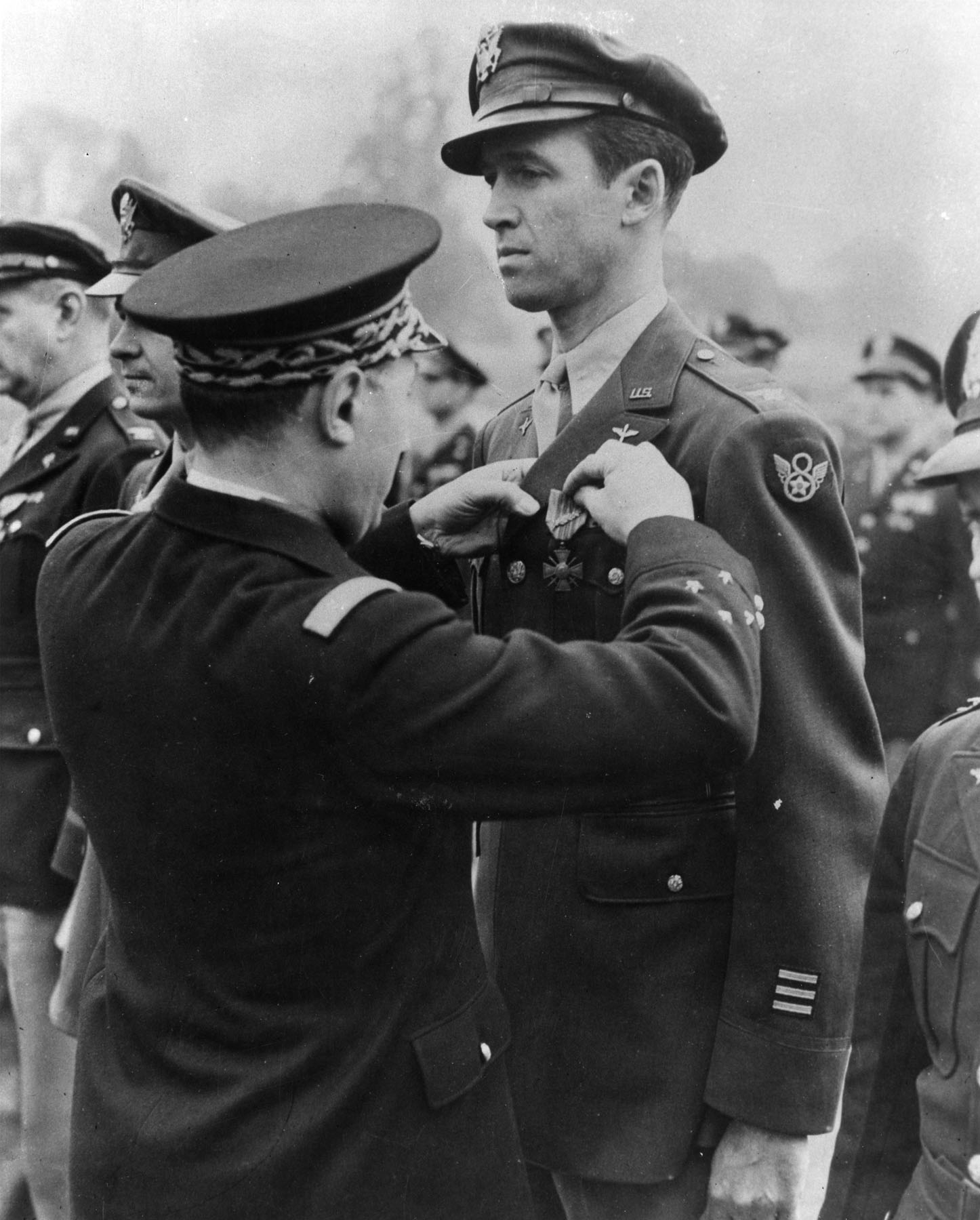
Đại tá Stewart được trao huân chương Croix de guerre bởi Thiếu tướng Henri Valin, Tư lệnh không quân Pháp.

Gia đình Stewart có truyền thống quân sự, ông nội và ông ngoại đều tham gia nội chiến, cha ông cũng chiến đấu trong chiến tranh Tây Ban Nha-Mỹ và thế chiến I. 
Chiến tranh thế giới thứ hai nổ ra, James Stewart là ngôi sao điện ảnh đầu tiên tham gia quân ngũ, trước sự kiện Trân Châu cảng một năm và từ binh nhì lên đến cấp đại tá không quân. Lúc đầu ông bị từ chối nhận vào không quân vì thiếu 5 pound so với yêu cầu là 148 pound nhưng ông nói với người tuyển quân là lờ đi việc sát hạch. Khi phục vụ trong lực lượng không quân với chức vị là sĩ quan và phi công, một trong những trung sĩ trong đơn vị của Stewart là diễn viên Walter Matthau. Trong thế chiến II, ông vẫn thường mang theo lá thư của cha trong mình cho đến ngày chiến tranh kết thúc.
James Stewart cũng là diễn viên có cấp hàm cao nhất trong quân đội Mỹ. Lúc chưa vào quân đội ông là hướng đạo sinh có cấp hàm cao nhất hạt Indiana. Ông đã chiến đấu rất dũng cảm, tham gia nhiều điệp vụ trong lãnh thổ kẻ thù, giành được nhiều huân chương và vinh dự. Sau chiến tranh, Stewart tiếp tục ở lại không quân một thời gian dài và được thăng cấp hàm Thiếu tướng lực lượng dự bị trước khi về hưu năm 1968.

## Sau chiến tranh

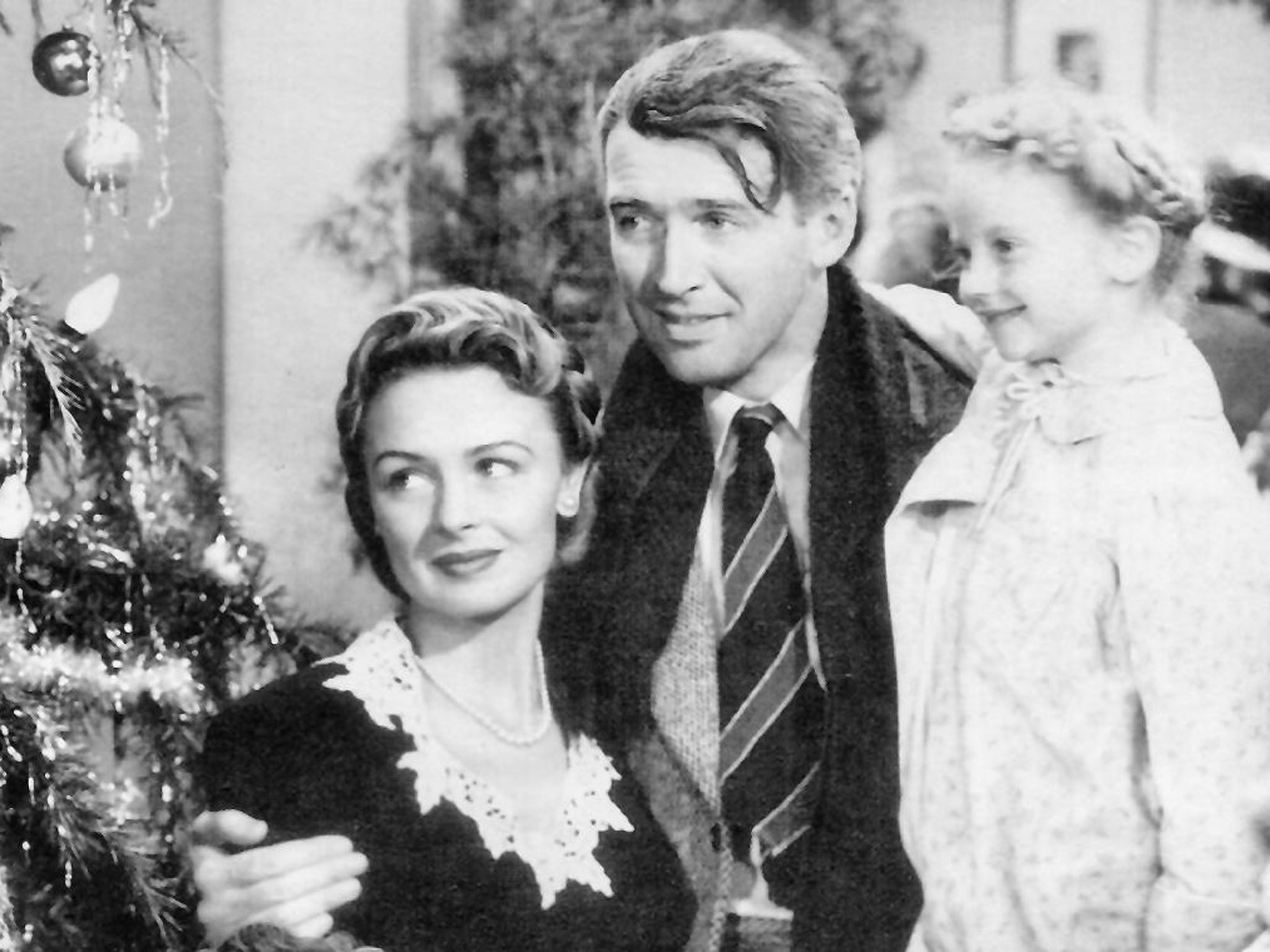
Stewart, Donna Reed và Karolyn Grimes trong It's a Wonderful Life (1946).

Sau chiến tranh, Stewart không trở lại sự nghiệp ngay mà dành nhiều thời gian với người bạn thân Fonda. Ông đầu tư vào Southwest Air Lines, và đã xem xét đến việc chuyển hướng sang công nghiệp hàng không nếu sự trở lại với điện ảnh không thu được kết quả. Stewart trở lại Hollywood vào cuối năm 1945 nhưng quyết định không tiếp tục hợp đồng với MGM nữa mà ký hợp đồng với một hãng truyền thông của MCA. Quản lý của ông, Leland Hayward chuyển hẳn sang kinh doanh năm 1944 sau khi chuyển nhượng số sao loại A của mình, kể cả Stewart, cho MCA. Cuộc chuyển nhượng khiến Stewart trở thành một trong số ít những diễn viên độc lập, và cho ông quyền tự do chọn lựa vai diễn mình muốn.
Bộ phim đầu tiên đánh dấu sự trở lại của ông là lần hợp tác thứ ba và cũng là cuối cùng với Frank Capra, It's a Wonderful Life., nữ chính Donna Reed Stewart vào vai nam chính George Bailey, một người đàn ông đang có ý định tự tử vào đêm Giáng sinh, nhưng được một thiên thần ngăn cản và cho anh thấy ý nghĩa của bản thân trong cuộc đời này. Sau khi xem It's a Wonderful Life, Tổng thống Harry S. Truman thốt lên "Nếu Bess và tôi có một đứa con trai, chúng tôi mong nó giống như Jimmy Stewart."
Mặc dù phim được đề cử 5 giải Oscar và Stewart được nhận đề cử Oscar nam chính thứ 3 trong sự nghiệp, nhưng lại thất bại về mặt doanh thu. Tuy nhiên, từ khi phát hành đến nay, It's a Wonderful Life đã trở thành một phần không thể thiếu của truyền hình giáng sinh trên toàn thế giới và được Viện phim Mỹ chọn là bộ phim truyền cảm nhất trong lịch sử điện ảnh.
Vì doanh thu phim quá thấp, công ty của Capra đi đến chỗ phá sản, còn Stewart cũng gặp phải nhiều vấn đề về khả năng diễn xuất sau khi từ quân đội trở về. Cha ông kiên quyết muốn ông quay về nhà và kết hôn với một cô gái địa phương. Lúc đó tại Hollywood, thế hệ Stewart đang bị mờ nhạt với một làn sóng diễn viên trẻ có năng lực như Marlon Brando, Montgomery Clift, và James Dean.

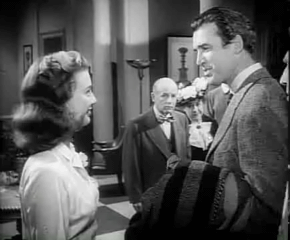
trong Harvey (1950)

Sau bộ phim bị đánh giá thấp Magic Town (1947) và quay xong Rope, Stewart quyết định trở lại sân khấu với vở hài kịch của Mary Chase, Harvey và được hoan nghênh rầm rộ sau khi mở màn tháng 11 năm 1944. Nhân vật của Stewart là vai nam chính Elwood P. Dowd, là một người đàn ông kì cục nhưng giàu có sống cùng với chị và cháu gái, người bạn thân nhất là một con thỏ vô hình khổng lồ. Vở kịch được diễn gần ba năm và dựng thành phim năm 1950, đạo diễn Henry Koster, Stewart vai Dowd và Josephine Hull vai chị gái Veta. Với vai diễn này, Stewart lại giành được một đề cử Oscar nữa.
Sau Harvey và bộ phim hài Malaya (diễn cùng Spencer Tracy) năm 1949, sự nghiệp của ông chuyển qua một hướng khác. Những năm 1950, ông mở rộng sang phim miền Tây và phim li kì, phần lớn hợp tác với Anthony Mann và Alfred Hitchcock.
Những thành công nổi bật của Stewart trong thời gian này là bộ phim miền Tây năm 1950 của Delmer Daves, Broken Arrow và bộ phim đoạt Oscar phim hay nhất năm 1952 The Greatest Show on Earth; cùng với vai Charles Lindbergh trong The Spirit of St. Louis (1957), đạo diễn Billy Wilder.

## Hợp tác với Hitchcock và Mann

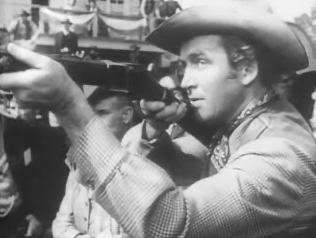
James Stewart trong bộ phim năm 1950 Winchester '73

Sự hợp tác giữa James Stewart với đạo diễn Anthony Mann đã tô đậm thêm tên tuổi của Stewart và đưa ông tới lĩnh vực phim cao bồi. Bộ phim đầu tiên thuộc thể loại này ông làm việc cùng Mann là Winchester '73 (1950). Bộ phim chiếm vị trí đầu bảng xếp hạng ngay sau khi công chiếu, và mở ra triển vọng hợp tác lâu dài của họ.
Một số phim viễn tây Stewart-Mann khác, như Bend of the River (1952), The Naked Spur (1953), The Far Country (1954) và The Man from Laramie (1955) đều là những bộ phim yêu thích của những khán giả đam mê mạo hiểm. Sự hợp tác Stewart-Mann đã mở đầu cho một trào lưu phim cao bồi miền Tây những năm 50 và vẫn phổ biến cho đến tận ngày nay vì chất mạo hiểm, thực tế trong dòng phim cổ điển. Qua những bộ phim này, khán giả được nhìn thấy một Stewart chín chắn hơn, sâu sắc hơn và cũng đăm chiêu hơn.
Stewart và Mann cũng làm cùng nhau ở một số lĩnh vực khác. Bộ phim năm 1953 The Glenn Miller Story được giới phê bình đánh giá cao và đem lại cho Stewart nột đề cử BAFTA nam chính. Trong Thunder Bay, cùng năm 1953, Stewart vào vai một nhà khoan dầu người Louisiana đối mặt với tham nhũng. Strategic Air Command (1955) sử dụng những kinh nghiệm của Stewart hồi còn trong Không quân.

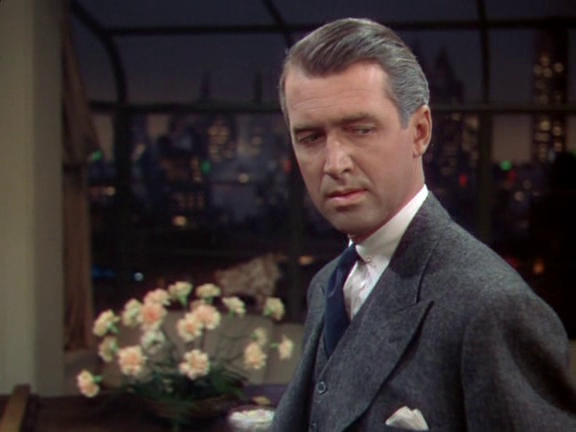
Stewart trong Rope (1948)

Sự hợp tác thứ hai nâng tầm sự nghiệp của Stewart là với Alfred Hitchcock ở thể loại phim li kì và phim tâm lý. Như Mann, Hitchcock tiếp tục khai thác chiều sâu diễn xuất của Stewart, thể hiện ở những nhân vật tính cách cố gắng kiềm chế nỗi sợ hãi hoặc dục vọng bản thân. Bộ đầu tiên là Rope (1948).
Tiếp theo là Rear Window, một trong những kiệt tác của Hitchcock. Stewart vào vai nhà nhiếp ảnh L.B. "Jeff" Jeffries, lấy nguyên mẫu từ một phóng viên Life, Robert Capa, cố gắng chiến thắng những tưởng tượng và nõi sợ hãi với những người anh quan sát qua cửa sổ căn hộ trong khi dưỡng bệnh. Đây là một năm hoàng kim của Stewart, trở thành diễn viên đỉnh cao của năm 1954 và là ngôi sao Hollywood nổi tiếng nhất hành tinh, thế chỗ John Wayne.

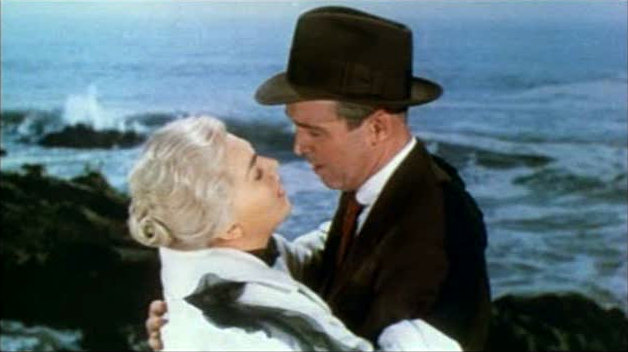
James Stewart và Kim Novak trong Vertigo (1958)

Sau bộ phim đáng nhớ The Man Who Knew Too Much (1956), nữ chính Doris Day, Stewart lại thủ vai chính trong bộ phim được nhiều người xem là đỉnh cao của Hitchcock, Vertigo (1958). Ông vào vai "Scottie", một cảnh sát thất nghiệp mắc bệnh sợ độ cao, được thuê theo dõi một người phụ nữ bí ẩn và sau này, anh nhận ra đó không phải là người như mình nghĩ và những bí mật đằng sau câu chuyện đó. Mặc dù đến ngày nay Vertigo được xem là tác phẩm kinh điển trong lịch sử điện ảnh và có sự tham gia của một trong những nữ hoàng của Columbia, Kim Novak, bộ phim vẫn gặp phải nhiều ý kiến trái ngược khi mới phát hành và khá thất bại về doanh thu. Đây cũng là lần hợp tác cuối cùng giữa Stewart và Hitchcock. Stewart cũng rất thất vọng. Nhà đạo diễn cho rằng thất bại của bộ phim là do sự già nua của Stewart, và quyết định chọn Cary Grant vào vai Roger Thornhil trong North by Northwest (1959) mặc dù đây vai diễn mà Stewart rất mong mỏi (Grant hơn Stewart 4 tuổi).

## Thập niên 60
Năm 1960, James Stewart được trao giải NYFCC cho nam diễn viên xuất sắc nhất và nhận được đề cử Oscar thứ năm và cũng là cuối cùng cho vai Paul Biegler trong bộ phim năm 1959 của Otto Preminger, Anatomy of a Murder. Bộ phim chứa một vài cảnh nóng so với phim thời bấy giờ, và khâu quảng cáo giúp bộ phim vô cùng thành công, mặc dù Ben-Hur đánh bật mọi bộ phim khác bởi doanh thu khổng lồ và ôm gọn các giải thưởng năm đó. Đây cũng là bộ phim đánh dấu sự kết thúc một thập niên đỉnh cao của Stewart.
Thập niên 60 của Stewart khởi đầu với hai bộ phim Viễn Tây xuất sắc của đạo diễn John Ford Two rode together (1961) và The man who shot liberty valance (1962). Sau đó, sự nghiệp của ông không mấy khởi sắc trong những phim như The rare breed (1966), Firecreek (1968), Aiport (1977), The big sleep và The magic of lassie (1978). Chỉ có hai ngoại lệ là Flight of the phoenix (1966) và The shootist (1976, đóng chung với ngôi sao phim cao bồi John Wayne).
Ngoài việc đóng phim nhựa, Stewart còn tham gia các bộ phim truyền hình từ những năm 50 (The six shooter). Năm 1983, James xuất hiện cùng Bette Davis trong Right of way. Sau đó ông cũng có mặt trong nhiều bộ phim tài liệu của Hollywood.

## Cuối đời và cái chết
Stewart được trao tặng giải Oscar danh dự năm 1985, "cho hơn 50 năm của những vai diễn đáng nhớ, cho sự mẫu mực cả trong và ngoài màn ảnh, với sự kính trọng và yêu mến của các đồng nghiệp." 

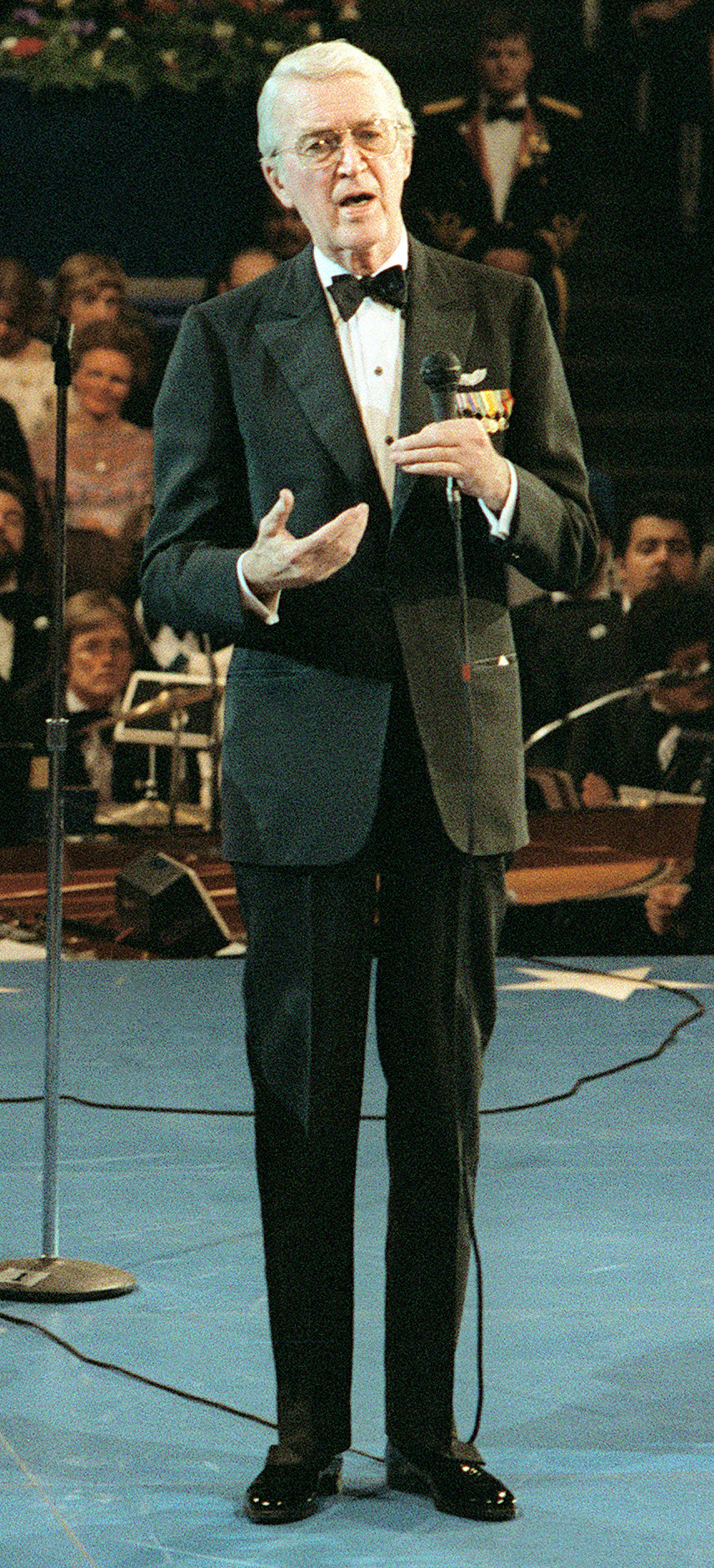
James Stewart năm 1981

Stewart trở thành một "Ngài Smith tới Washington" đời thực năm 1988, khi ông có một bài diễn thuyết đầy xúc động trước Quốc hội Mỹ, cùng với Burt Lancaster, Katharine Hepburn và đạo diễn Martin Scorsese, phản đối quyết định màu hoá phim trắng đen cổ điển của Ted Turner, bao gồm cả phim It's a Wonderful Life. Stewart bắt đầu: "Việc màu hóa phim trắng đen thực sự có vấn đề. Đây là một vấn đề đạo đức và những kẻ muốn trục lợi tốt nhất là nên rời xa ngành công nghiệp điện ảnh của chúng ta." 
Là một trong những doanh nhân thành đạt nhất trong giới diễn viên Hollywood, Stewart đầu tư vào nhiều lĩnh vực bất động sản, dầu, công ty máy bay cho thuê và là cổ đông của những tập đoàn lớn. Ông trở thành triệu phú. Thập niên 80 và 90, ông là hình ảnh quảng cáo của tập đoàn Campbell's Soups.
Stewart cũng có mối quan hệ thân thiết với nhiều chính khách và danh nhân như Tổng thống Ronald Reagan, Chánh án tòa án tối cao Warren Burger, Thống đốc bang California George Deukmejian, Bob Hope và Charlton Heston, ông tham gia nhiều hoạt động chính trị và xã hội nổi bật.
Trước ngày sinh nhật lần thứ 80 của mình, ông đã được hỏi ông muốn được nhớ đến như thế nào. "Như một người tin vào những công việc khó khăn và tình yêu đất nước, tình yêu gia đình và tình yêu cộng đồng."
Stewart mất năm 89 tuổi, ngày 2 tháng 7 năm 1997, tại nhà riêng ở Beverly Hills, do suy tim và gặp những vấn đề về sức khỏe trong một thời gian dài. Ông được mai táng ở Forest Lawn Memorial Park Cemetery tại Glendale, California.
"Hôm nay, nước Mỹ đã mất đi một báu vật" - Tổng thống Mỹ Bill Clinton nói trong đám tang. "Jimmy Stewart là một diễn viên vĩ đại, một con người cao quý và một nhà ái quốc". Hơn 3000 người (hầu hết là những người trong ngành giải trí Hollywood) đã đến dự đám tang của ông để bày tỏ lòng thương tiếc.

## Đời tư

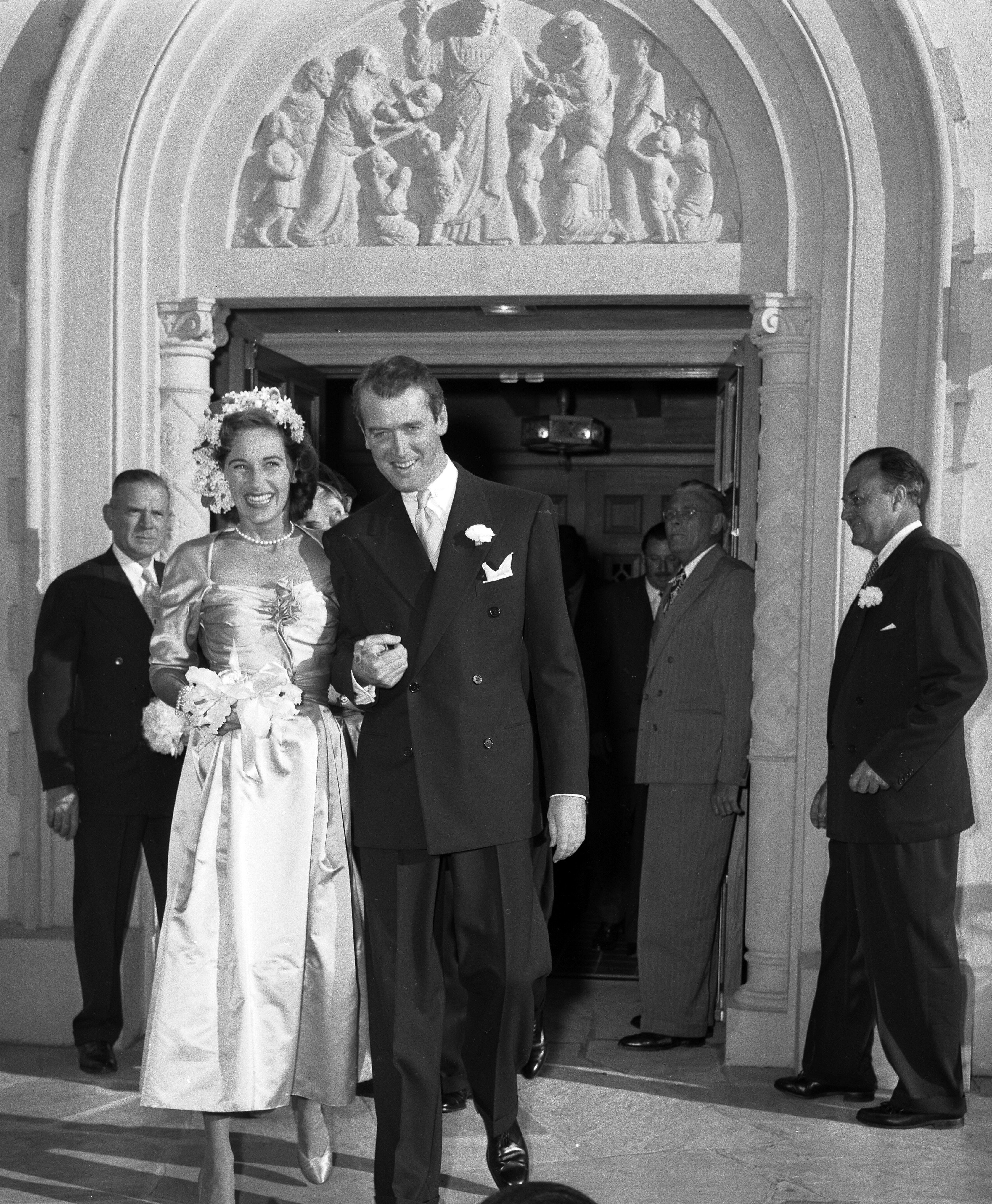
Jimmy Stewart kết hôn cùng Gloria McLean năm 1949

James Stewart luôn được đồng nghiệp miêu tả là một con người tốt bụng, tác phong nho nhã và vô cùng chuyên nghiệp.
Joan Crawford, bạn diễn của Stewart trong thời kỳ đầu, ca ngợi ông là "một con người hoàn hảo đáng kính" với "một khiếu hài hước tuyệt vời"
Sau thế chiến II, Stewart lập gia đình ở tuổi 41 với siêu mẫu Gloria Hatrick McLean (1918-1994) vào ngày 9 tháng 8 năm 1949. Stewart nhận nuôi hai con riêng của vợ, Michael và Ronald, và có cùng Gloria hai con gái song sinh, Judy và Kelly, ngày 7 tháng 5 năm 1951. Jimmy và Gloria chung sống cho đến ngày bà mất vì ung thư phổi, 16 tháng 2 năm 1994. Ronald McLean chết ngày 8 tháng 6 năm 1969 trong chiến tranh Việt Nam khi mới 24 tuổi.
Trước khi qua đời, lời nói cuối cùng của ông là:
| “ | Tôi chuẩn bị đến với Gloria bây giờ. | ” |

Một tài lẻ ít ai biết của Stewart là năng khiếu thơ ca. Ông cũng thừa nhận là ông rất yêu làm vườn.

## Vinh danh

### Huân chương
|  | Huân chương cống hiến đặc biệt       |
|  | Huân chương Quân đội đặc biệt        |
|  | Huân chương Cống hiến Quốc phòng     |
|  | Huân chương chiến thắng Thế chiến II |
|  | Huân chương Quốc phòng               |
|  | French Croix de Guerre với cành cọ   |
|  | Presidential Medal of Freedom        |

### Viện lưu trữ phim quốc gia Mỹ
- Năm 2007, có 10 phim James Stewart đóng vai chính được chọn bảo tồn trong Viện lưu trữ phim quốc gia Mỹ vì "tính văn hóa, lịch sử và tín hiệu thẩm mĩ".
  - Mr. Smith Goes to Washington (1939)
  - Destry Rides Again (1939)
  - The Shop Around the Corner (1940)
  - The Philadelphia Story (1940)
  - It's a Wonderful Life (1946)
  - The Naked Spur (1953)
  - Rear Window (1954)
  - Vertigo (1958)
  - The Man Who Shot Liberty Valance (1962)
  - How the West Was Won (1962)

### Danh sách của Viện phim Mỹ
- 100 huyền thoại điện ảnh #3
- 100 phim hay nhất (Stewart dẫn đầu trong danh sách với 5 bộ phim và có 10 phim trong danh sách 400 đề cử.)
  - Vertigo...# 9
  - It's a Wonderful Life...# 20
  - Mr. Smith Goes to Washington...# 26
  - The Philadelphia Story...# 44
  - Rear Window...# 48
- 100 phim truyền cảm hứng
  - It's a Wonderful Life...# 1
  - Mr. Smith Goes to Washington...# 5
  - The Spirit of St. Louis...# 69
- 100 phim tình cảm
  - It's a Wonderful Life...# 8
  - Vertigo...# 18
  - The Shop Around the Corner...# 28
  - The Philadelphia Story...# 44
- Danh sách 100 phim rùng rợn và ly kỳ của Viện phim Mỹ
  - Rear Window...#14
  - Vertigo...# 18
- 100 phim hài
  - The Philadelphia Story...# 15
  - Harvey...# 35
- 100 anh hùng và kẻ phản diện
  - 50 anh hùng vĩ đại nhất trên màn ảnh
  - It's a Wonderful Life...George Bailey...# 9
  - Mr. Smith Goes to Washington...Jefferson Smith...# 11
- 10 phim hay nhất thuộc 10 thể loại
  - Trinh thám
    - Vertigo...# 1
    - Rear Window...# 3

  - Thần thoại
    - It's a Wonderful Life...# 3
    - Harvey...# 7

  - Tình cảm hài
    - The Philadelphia Story...# 5

  - Tòa án
    - Anatomy of a Murder...# 7

## Tưởng niệm

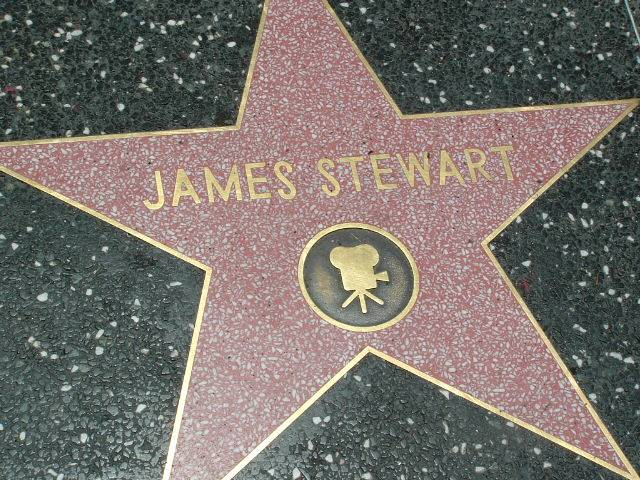
Ngôi sao vinh danh James Steward trên Đại lộ danh vọng Hollywood

- Stewart có một ngôi sao trên Đại lộ danh vọng Hollywood tại số 1708 Vine Street. Ngôi sao từng bị đánh cắp song đã được thay thế ngay sau đó.
- Stewart được mời lưu lại dấu vân tay trước đại sảnh của Nhà hát Grauman's Chinese năm 1948.
- Năm 1945, Đại tá James Stewart xuất hiện trên trang bìa tạp chí Life.
- Để vinh danh những năm tháng cống hiến trong Không quân Hoa Kỳ, chiếc áo A-2 jacket trong Thế chiến II của Thiếu tướng Stewart được lưu giữ trong nhiều năm tại Bảo tàng Quốc gia Không quân Hoa Kỳ ở Dayton, Ohio.
- Tại quê nhà Indiana, Pennsylvania, tượng đài Stewart được dựng trước mặt tiền của toà án hạt Indiana ngày 20 tháng 5 năm 1983 để kỉ niệm ngày sinh nhật lần thứ 75 của ông. Năm 1995, Bảo tàng Jimmy Stewart cũng được thành lập tại đây để lưu giữ về cuộc sống và sự nghiệp của ông.
- Sân bay hạt Indiana được mang tên James Stewart để tưởng niệm.
- Tháng 11 năm 1997, Thị trưởng quận Los Angeles Mike Antonovich vận động thành công đổi tên Sân bay quốc tế Los Angeles theo tên của Stewart.[41]
- Một giải thưởng cho nam hướng đạo sinh, "Giải thưởng công dân xuất sắc James M. Stewart" bắt đầu được trao từ ngày 17 tháng 5 năm 2003.
- 17 tháng 8 năm 2007, Bưu điện Liên bang Mỹ phát hành một bộ 41 con tem tưởng niệm Stewart song song với lễ kỉ niệm tại Universal Studios, Hollywood.

## Phim tham gia

### Điện ảnh
| Năm  | Phim                               | Vai diễn                            | Chú thích                                                          |
| ---- | ---------------------------------- | ----------------------------------- | ------------------------------------------------------------------ |
| 1935 | The Murder Man                     | Vai phụ                             |                                                                    |
| 1936 | Rose Marie (nhạc kịch)             | John Flower                         |                                                                    |
| 1936 | Next Time We Love                  | Christopher Tyler                   |                                                                    |
| 1936 | Wife vs. Secretary                 | Dave                                |                                                                    |
| 1936 | Small Town Girl                    | Elmer                               |                                                                    |
| 1936 | Speed                              | Terry Martin                        |                                                                    |
| 1936 | The Gorgeous Hussy                 | Roderick "Rowdy" Dow                |                                                                    |
| 1936 | Born to Dance                      | Ted Barker                          |                                                                    |
| 1936 | After the Thin Man                 | David Graham                        |                                                                    |
| 1937 | Seventh Heaven                     | Chico                               |                                                                    |
| 1937 | The Last Gangster                  | Paul North Sr.                      |                                                                    |
| 1937 | Navy Blue and Gold                 | John "Truck Cross/John Cross Carter |                                                                    |
| 1938 | Of Human Hearts                    | Jason Wilkins                       |                                                                    |
| 1938 | Vivacious Lady                     | Giáo sư Peter Morgan Jr.            |                                                                    |
| 1938 | The Shopworn Angel                 | Binh nhì William "Texas" Pettigrew  |                                                                    |
| 1938 | You Can't Take It with You         | Tony Kirby                          | Oscar phim hay nhất 1938                                           |
| 1939 | Made for Each Other                | John Horace "Johnny" Mason          |                                                                    |
| 1939 | The Ice Follies of 1939            | Larry Hall                          |                                                                    |
| 1939 | It's a Wonderful World             | Guy Johnson                         |                                                                    |
| 1939 | Mr. Smith Goes to Washington       | Jefferson Smith                     | Đề cử - Oscar nam chính Giải NYFCC cho nam diễn viên xuất sắc nhất |
| 1939 | Destry Rides Again                 | Thomas Jefferson Destry Jr.         |                                                                    |
| 1940 | The Shop Around the Corner         | Alfred Kralik                       |                                                                    |
| 1940 | The Mortal Storm                   | Martin Breitner                     |                                                                    |
| 1940 | No Time for Comedy                 | Gaylord "Gay" Esterbrook            |                                                                    |
| 1940 | The Philadelphia Story             | Macaulay "Mike" Connor              | Oscar nam chính                                                    |
| 1941 | Come Live with Me                  | Bill Smith                          |                                                                    |
| 1941 | Pot o' Gold                        | James Hamilton "Jimmy" Haskel       |                                                                    |
| 1941 | Ziegfeld Girl                      | Gilbert "Gil" Young                 |                                                                    |
| 1946 | It's a Wonderful Life              | George Bailey                       | Đề cử - Oscar nam chính                                            |
| 1947 | Magic Town                         | Lawrence "Rip" Smith                |                                                                    |
| 1948 | Call Northside 777                 | P.J. McNeal                         |                                                                    |
| 1948 | On Our Merry Way                   | Slim                                |                                                                    |
| 1948 | Rope                               | Rupert Cadell                       |                                                                    |
| 1948 | You Gotta Stay Happy               | Marvin Payne                        |                                                                    |
| 1949 | The Stratton Story                 | Monty Stratton                      |                                                                    |
| 1949 | Malaya                             | John Royer                          |                                                                    |
| 1950 | Winchester '73                     | Lin McAdam                          |                                                                    |
| 1950 | Broken Arrow                       | Tom Jeffords                        |                                                                    |
| 1950 | Harvey                             | Elwood P. Dowd                      | Đề cử - Oscar nam chính                                            |
| 1950 | The Jackpot                        | Bill Lawrence                       |                                                                    |
| 1951 | No Highway in the Sky              | Theodore Honey                      |                                                                    |
| 1952 | The Greatest Show on Earth         | Buttons                             | Oscar phim hay nhất 1952                                           |
| 1952 | Bend of the River                  | Glyn McLyntock                      |                                                                    |
| 1952 | Carbine Williams                   | David Marshall "Marsh" Williams     |                                                                    |
| 1953 | The Naked Spur                     | Howard Kemp                         |                                                                    |
| 1953 | Thunder Bay                        | Steve Martin                        |                                                                    |
| 1953 | The Glenn Miller Story             | Glenn Miller                        | Đề cử - BAFTA nam chính                                            |
| 1954 | Rear Window                        | L.B. "Jeff" Jeffries                |                                                                    |
| 1954 | The Far Country                    | Jeff Webster                        |                                                                    |
| 1955 | Strategic Air Command              | Đại tá Robert "Dutch" Holland       |                                                                    |
| 1955 | The Man from Laramie               | Will Lockhart                       |                                                                    |
| 1955 | Artists and Models                 | Man on balcony                      |                                                                    |
| 1956 | The Man Who Knew Too Much          | Bác sĩ Ben McKenna                  |                                                                    |
| 1957 | The Spirit of St. Louis            | Charles Augustus "Slim" Lindbergh   |                                                                    |
| 1957 | Night Passage                      | Grant McLaine                       |                                                                    |
| 1958 | Vertigo                            | John "Scottie" Ferguson             |                                                                    |
| 1958 | Bell, Book and Candle              | Shepherd "Shep" Henderson           |                                                                    |
| 1959 | Anatomy of a Murder                | Paul Biegler                        | Đề cử - Oscar nam chính Giải NYFCC cho nam diễn viên xuất sắc nhất |
| 1959 | The FBI Story                      | John Michael "Chip" Hardesty        |                                                                    |
| 1960 | The Mountain Road                  | Major Baldwin                       |                                                                    |
| 1961 | Two Rode Together                  | Marshal Guthrie McCabe              |                                                                    |
| 1962 | The Man Who Shot Liberty Valance   | Ransom Stoddard                     |                                                                    |
| 1962 | Mr. Hobbs Takes a Vacation         | Roger Hobbs                         |                                                                    |
| 1962 | How the West Was Won               | Linus Rawlings                      |                                                                    |
| 1963 | Take Her, She's Mine               | Frank Michaelson                    |                                                                    |
| 1964 | Cheyenne Autumn                    | Wyatt Earp                          |                                                                    |
| 1965 | Dear Brigitte                      | Prof. Robert Leaf                   |                                                                    |
| 1965 | Shenandoah                         | Charlie Anderson                    |                                                                    |
| 1965 | The Flight of the Phoenix          | Capt. Frank Towns                   |                                                                    |
| 1966 | The Rare Breed                     | Sam Burnett                         |                                                                    |
| 1968 | Firecreek                          | Johnny Cobb                         |                                                                    |
| 1968 | Bandolero!                         | Mace Bishop                         |                                                                    |
| 1970 | The Cheyenne Social Club           | John O'Hanlan                       |                                                                    |
| 1971 | Fools' Parade                      | Mattie Appleyard                    |                                                                    |
| 1976 | The Shootist                       | Tiến sĩ E.W. Hostetler              |                                                                    |
| 1977 | Airport '77                        | Philip Stevens                      |                                                                    |
| 1978 | The Big Sleep                      | Tướng Sternwood                     |                                                                    |
| 1978 | The Magic of Lassie                | Clovis Mitchell                     |                                                                    |
| 1980 | A Tale of Africa                   | Old Man                             |                                                                    |
| 1991 | An American Tail: Fievel Goes West | Wylie Burp                          | Diễn viên lồng tiếng                                               |

### Chương trình truyền hình
| Năm  | Phim                                              | Vai diễn                | Chú thích                                 |
| ---- | ------------------------------------------------- | ----------------------- | ----------------------------------------- |
| 1971 | The Jimmy Stewart Show                            | Giáo sư James K. Howard | Series phim (1971-72, NBC)                |
| 1972 | Harvey                                            | Elwood P. Dowd          |                                           |
| 1973 | Hawkins                                           | Billy Jim Hawkins       | Series phim (1973-74, CBS)                |
| 1980 | Mr. Krueger's Christmas                           | Mr. Krueger             |                                           |
| 1982 | The American Film Institute Salute to Frank Capra | Dẫn chương trình        | Chương trình truyền hình của Viện phim Mỹ |
| 1983 | Right of Way                                      | Teddy Dwyer             | Phim truyền hình của HBO                  |
| 1986 | North and South, Tập II                           | Miles Colbert           | Phim truyền hình của ABC                  |

### Phim tài liệu
| Năm  | Phim                                       | Vai diễn                 | Chú thích      |
| ---- | ------------------------------------------ | ------------------------ | -------------- |
| 1934 | Art Trouble                                | Ông Burton               | chưa chắc chắn |
| 1936 | Important News                             | Cornelius "Corn" Stevens |                |
| 1938 | Hollywood Goes to Town                     | Bản thân                 |                |
| 1939 | Hollywood Hobbies                          | Bản thân                 |                |
| 1942 | Fellow Americans                           | Người kể chuyện          |                |
| 1942 | Winning Your Wings                         | Người kể chuyện          |                |
| 1943 | Screen Snapshots: Hollywood in Uniform     | Bản thân                 |                |
| 1946 | American Creed                             | Bản thân                 |                |
| 1947 | Thunderbolt!                               | Người kể chuyện          |                |
| 1948 | 10,000 Kids and a Cop                      | Người kể chuyện          |                |
| 1954 | Tomorrow's Drivers                         | Người kể chuyện          |                |
| 1956 | Screen Snapshots: Hollywood, City of Stars | Bản thân                 |                |
| 1957 | The Heart of Show Business                 | Người kể chuyện          |                |
| 1961 | X-15                                       | Người kể chuyện          |                |
| 1971 | Directed by John Ford                      | Bản thân                 |                |
| 1974 | The World at War                           | Bản thân                 | đài BBC        |
| 1974 | Just One More Time                         | Bản thân                 |                |
| 1974 | That's Entertainment!                      | Bản thân                 |                |
| 1994 | A Century of Cinema                        | Bản thân                 |                |